# Il corteggiamento del reverendo
Il corteggiamento del reverendo (The Minister's Wooing) è un romanzo di Harriet Beecher Stowe pubblicata per la prima volta a puntate nel 1859 sulla rivista The Atlantic Monthly. In questo romanzo il New England fa da sfondo a diverse tematiche tra le quali spiccano la critica al Calvinismo e l'incessante lotta alla schiavitù.

## Trama
L'opera racconta la tormentata storia della giovane puritana Mary, la quale è innamorata di James, un ragazzo che non ama le convenzioni, che al contrario di lei non riesce ad accettare la fede in maniera dogmatica, definendosi esso stesso più volte un "uomo del mondo", un peccatore, non degno di una ragazza pura come Mary, educata secondo saldi principi religiosi. Il giovane parte per un viaggio che dovrebbe durare tre anni e promette all'amata di avvicinarsi alla fede leggendo la Bibbia per essere degno di lei e sconfiggere così anche la ritrosia della madre della ragazza, Mrs. Scudder, che vede in James una persona controversa e non adatta a un animo puro e spirituale come quello di Mary. Dopo qualche tempo giunge la notizia della morte di James avvenuta durante un naufragio. La giovane allora, forte degli insegnamenti religiosi, soffoca il dolore e accetta successivamente il corteggiamento graduale ma costante del reverendo Hopkins che non ama, ma che ammira devotamente. Mentre matura il tempo del matrimonio e tutto sembra essersi incanalato verso una tranquilla normalità, improvvisamente giunge il colpo di scena: James come per incanto è vivo e torna da Mary innamorato, convertito dal Vangelo, rinnovato nella fede e ricco. A questo punto la ragazza vive un intenso e lungo momento di esitazione che si risolve poi con l'intervento di Miss Prissy, la sarta del paese, che parla al Dottor Hopkins per informarlo dell'amore che lega da sempre i due giovani. Il reverendo decide in nome di una "benevolenza disinteressata" di sciogliere Mary dalla promessa permettendole di sposare James.

## Genesi

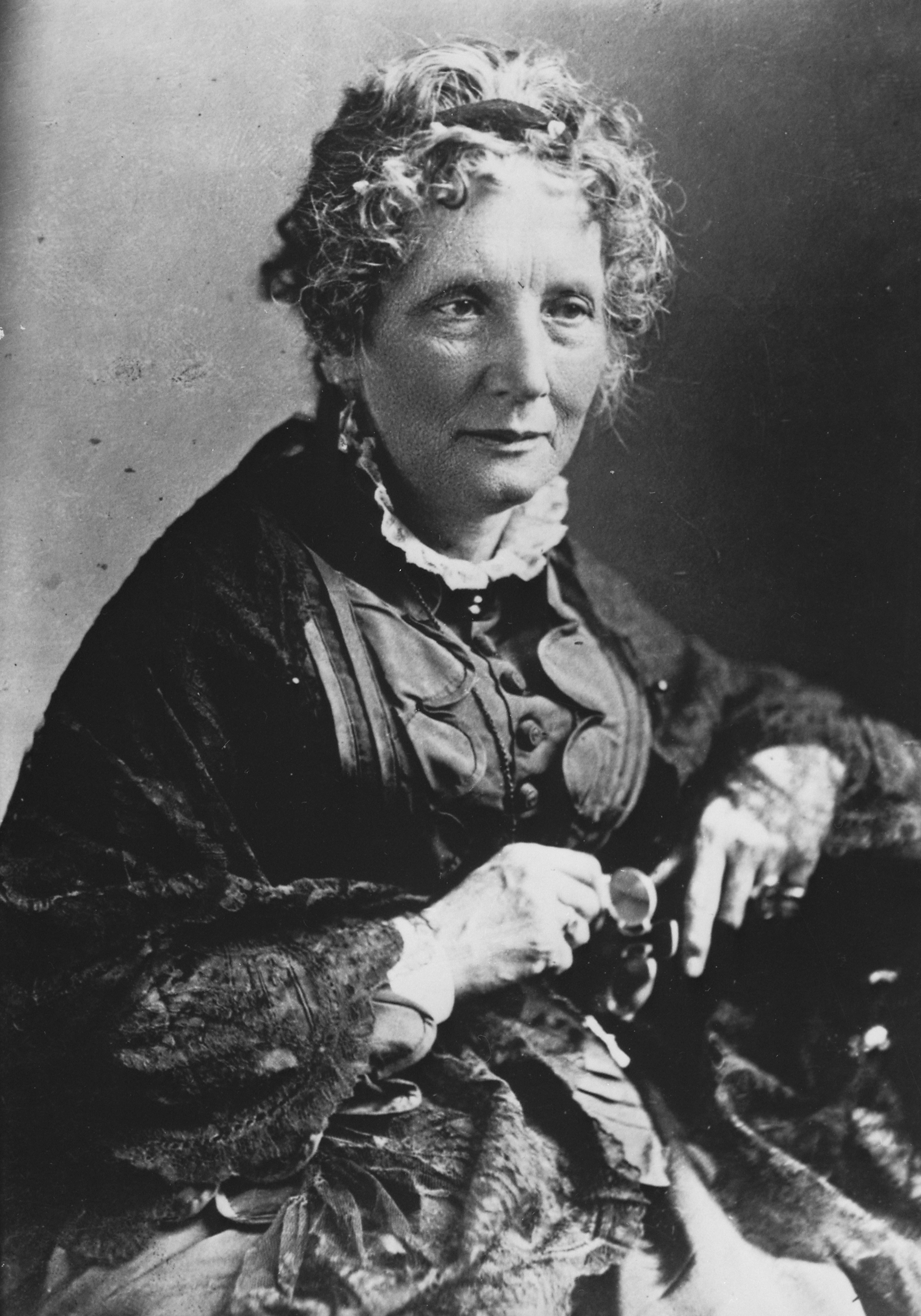
Harriet Beecher Stowe

Nel 1857 mentre si trova a New York per far visita al fratello Henry, Harriet Beecher Stowe riceve la notizia della morte improvvisa del figlio Henry Ellis, annegato nel Connecticut River. Questo nuovo dolore riporta alla luce anche la sofferenza precedente, legata alla morte del figlio Charley e il peso diventa enorme. La scrittrice scopre allora che la religione calvinista non la conforta, bensì la tormenta. La tranquillità che nutre nei confronti del piccolo Charley, morto neonato e quindi innocente, perché non è mai entrato nella schiera dei disobbedienti alla legge di Dio,  viene sostituita dalla disperazione quando pensa alla scomparsa di Henry, morto giovane e quindi peccatore. La dottrina puritana costringe a soffocare il proprio dolore, perché esso tempra gli animi e insegna ad affrontare la vita. La Stowe è quindi lacerata dal dolore. Venuta a mancare la funzione consolatrice di quella fede trasmessa dai dogmi del Calvinismo attraverso le predicazioni degli ecclesiastici che tendono a garantire la diffusione di idee universali, ma astratte perché lontane dalla sofferenza degli esseri umani, si genera nell'animo della scrittrice una vera rivoluzione che la portano ad elaborare una serie di convinzioni che faranno da capisaldi nella stesura nel romanzo.

## Struttura
Il Corteggiamento del Reverendo è un romanzo suddiviso in quarantadue capitoli. Questa ripartizione è legata alla natura stessa del feuilleton, che prevede la pubblicazione a puntate dell'opera. Come era stato per il precedente romanzo della Stowe e che l'ha resa famosa nel mondo, Uncle Tom's Cabin, la suddivisione in capitoli dell'opera fa sì che ognuno di essi sia un racconto a sé: da una parte sembra infatti avere una vita propria e, dall'altra, pare creare nuove attese che verranno poi soddisfatte nell'episodio successivo. Tutti gli eventi e i personaggi sono disposti su due piani narrativi: nel principale, o come lo definisce Susan K. Harris, «androcentrico», le donne sembrano non avere vita propria se non nel momento in cui sono poste in relazione con un universo maschile: con Dio, con i predicatori, con gli amanti, con i capi delle strutture politiche e religiose. L'altro piano, quello minore, può essere definito «ginecentrico». I livelli individuati rispecchiano le due evidenti polarità organizzative della società e denunciano la dicotomia esistente tra sfera pubblica e privata.